# نووی تاتیش
نووی تاتیش (انگلیسی: Novy Tatysh) یک شهرک در شهرستان کراسنوکامسکی استان باشقیرستان کشور روسیه است.